# Gwiazdowa czarna dziura
Gwiazdowa czarna dziura – czarna dziura powstająca w wyniku kolapsu grawitacyjnego masywnej gwiazdy (o masie większej niż ok. 20 M☉).
Kiedy wewnątrz gwiazdy o masie przynajmniej 20 ~ 150 razy większej od masy Słońca zaczyna kończyć się wodór, rozpoczyna się jej agonia. W jądrze najpierw zużywany jest hel, potem kolejne, coraz cięższe pierwiastki. Kiedy gwiazda zaczyna zużywać żelazo, reakcja jądrowa wymaga już dostarczania energii z zewnątrz, nie produkuje nadwyżki energetycznej, przez co gwiazda nie jest już w stanie wytworzyć dość energii, aby przeciwdziałać zapadaniu się pod wpływem własnej grawitacji. Podczas potężnej eksplozji, nazywanej supernową, spowodowanej gwałtownym spadkiem ciśnienia między szybko zapadającym się jądrem a napuchniętym płaszczem, a także utratą stabilności mechanicznej, następuje emisja ogromnej ilości energii (równej w przybliżeniu takiej, jaką wydziela cała galaktyka w ciągu sekundy) i spora część materii gwiazdowej ucieka. W środku pozostaje żelazne jądro, które nie przestaje się zapadać i tworzy gwiazdę neutronową utrzymywaną w stabilności mechanicznej dzięki zakazowi Pauliego dla fermionów (neutronów). Jej nazwa pochodzi stąd, że przemiany spowodowane grawitacją mają miejsce już na poziomie atomowym – elektrony zbijają się z protonami w neutrony, które bardzo ciasno upakowują się obok siebie. Jeżeli masa obiektu jest dość wielka i takie reakcje nie wystarczą, to również takie ciało nie wytrzymuje własnego ciężaru i zapada się do granic możliwości, w wyniku czego powstaje czarna dziura.
Czarne dziury mogą powstawać także dzięki zapadnięciu się supermasywnych gwiazd bez towarzyszącego wybuchu supernowej. Jądra tego typu gwiazd w niektórych przypadkach (liczba ta szacowana jest na ok. 20% wszystkich potencjalnych supernowych) zapadają się tak szybko, że uniemożliwiają ucieczkę fotonów i gwiazda zmienia się bezpośrednio w czarną dziurę, "znikając" z widzialnego Wszechświata. Spekuluje się, że tego typu implozje mogą być wykryte dzięki emisji neutrin.
W naszej Galaktyce znajduje się szereg obiektów które mogą być gwiazdowymi czarnymi dziurami (tzw. Black Hole Candidates, BHC), wszystkie należą do rentgenowskich układów podwójnych:
| Nazwa                   | Masa BHC (M☉) | Masa towarzysza BHC (M☉) | Okres orbitalny (dni) | Odległość od Ziemi(ly) | Koordynaty          |
| ----------------------- | ------------- | ------------------------ | --------------------- | ---------------------- | ------------------- |
| HR 6819/QV Telescopii   | ≥4,2          | 5,0                      | 40,33                 | 1100                   | 18:17:07 −56:01:245 |
| A0620-00/V616 Mon       | 11 ± 2        | 2,6−2,8                  | 0,33                  | około 3500             | 06:22:44 −00:20:45  |
| GRO J1655-40/V1033 Sco  | 6,3 ± 0,3     | 2,6−2,8                  | 2,8                   | 5000−11000             | 16:54:00 −39:50:45  |
| XTE J1118+480/KV UMa    | 6,8 ± 0,4     | 6−6,5                    | 0,17                  | 6200                   | 11:18:11 +48:02:13  |
| Cygnus X-1              | 11 ± 2        | ≥18                      | 5,6                   | 6000−8000              | 19:58:22 +35:12:06  |
| GRO J0422+32/V518 Per   | 4 ± 1         | 1,1                      | 0,21                  | około 8500             | 04:21:43 +32:54:27  |
| GS 2000+25/QZ Vul       | 7,5 ± 0,3     | 4,9−5,1                  | 0,35                  | około 8800             | 20:02:50 +25:14:11  |
| V404 Cygni              | 12 ± 2        | 6,0                      | 6,5                   | około 10000            | 20:24:04 +33:52:03  |
| GX 339-4/V821 Ara       |               | 5−6                      | 1,75                  | około 15000            | 17:02:50 −48:47:23  |
| GRS 1124-683/GU Mus     | 7,0 ± 0,6     |                          | 0,43                  | około 17000            | 11:26:27 −68:40:32  |
| XTE J1550-564/V381 Nor  | 9,6 ± 1,2     | 6,0−7,5                  | 1,5                   | około 17000            | 15:50:59 −56:28:36  |
| 4U 1543-475/IL Lupi     | 9,4 ± 1,0     | 0,25                     | 1,1                   | około 24000            | 15:47:09 −47:40:10  |
| XTE J1819-254/V4641 Sgr | 7,1 ± 0,3     | 5-8                      | 2,82                  | 24000 - 40000          | 18:19:22 −25:24:25  |
| GRS 1915+105/V1487 Aql  | 14 ± 4,0      | ~1                       | 33,5                  | około 40000            | 19:15;12 +10:56:44  |
| XTE J1650-500           | 9,7 ± 1,6     | ,                        | 0,32                  | około 8500             | 16:50:01 −49:57:45  |